# Boogerman: A Pick and Flick Adventure
Boogerman: A Pick and Flick Adventure é um jogo de plataforma criado pela Interplay e lançado para Mega Drive e SNES em 1994. O personagem-título faz uma participação especial como um personagem jogável e rival de Earthworm Jim no jogo da Interplay Clayfighter 63 1/3.

## Premissa
O herói Boogerman, de nome real Snotty Ragsdale, é um milionário excêntrico com hábitos higiênicos ruins. Suas armas como super-herói incluem flatulência, ranho e arrotos.

## História
Era uma noite sombria e tempestuosa no laboratório do Professor Stinkbaum, onde ele estava construindo secretamente uma máquina que iria salvar o mundo da poluição, enviando-a para a Dimensão X Crement (um trocadilho com a palavra "excremento", visto que a fonética da letra X na língua inglesa é "ex"). O milionário excêntrico Snotty Ragsdale arrumou um emprego no laboratório como faxineiro para investigar sobre aonde a poluição estava indo. Ele estava com um mau pressentimento sobre a máquina.
Enquanto Ragsdale limpava perto da máquina, uma nuvem de poeira entrou em seu nariz, fazendo-o disparar um espirro potente. Isso fez a máquina quebrar, e durante o desligamento da máquina, um longo braço capturou a fonte de energia da máquina. Ragsdale então se vestiu de Boogerman, saltou para dentro do portal da máquina e perseguiu o dono do braço.
Na Dimensão X Crement, Boogerman atravessou vários territórios até encontrar o palácio do diabólico Boogermeister, o dono do tal braço. Após uma frenética batalha, Boogerman derrotou Boogermeister, recuperou a fonte de energia e consertou a máquina.

## Territórios
- Flatulent Swamps (Pantanos Flatulentos)
  - Uma floresta sombria, com árvores cheias de meleca e pântanos gasosos. A área é guardada por Hick Boy, que usa uma galinha como bumerangue.

- The Pits
  - Um local feito de restos humanos, guardado por Revolta, uma mulher capaz de duplicar sua face.

- Boogerville
  - Uma cidade em ruínas, lar dos monstros da Dimensão X Crement. A cidade é protegida por Fly Boy, uma mosca humanoíde.

- Mucous Mountains e Nasal Caverns (Montanhas de Muco e Cavernas Nasais)
  - As Montanhas de Muco são penhascos quase intermináveis, cujo interior possuí as Cavernas Nasais, guardadas por Deodor Ant.

- Pus Palace (Palácio de Pus)
  - Lar de Boogermeister, o vilão que roubou a fonte de energia da máquina antipoluição.

## Itens
- Meleca
  - Recupera o ranho gasto.

- Lata de feijão
  - Recupera tanto os gases quanto o arroto.

- Capa
  - Cura 1 de saúde (começa o jogo com 2 de saúde, podendo chegar ao máximo de 3).

- Boogerman
  - Ganha 1 Vida.

- Leite
  - Transforma o ranho em cuspe.

- Pimenta
  - Melhora o arroto e os gases, e permite voar através de um "foguete" traseiro.

- Desentupidor
  - Ajuda a ganhar 1 vida no final de cada fase, se juntados mais de 30 desentupidores.

- Lama
  - Ajuda a ganhar 1 vida no final de cada fase.

## Objetos
- Banheiro
  - Funciona como um ponto de onde você pode voltar se morrer.

- Nariz
  - É um teletransporte através de dois narizes.

- Armadilha
  - Uma pessoa pendurada pelos pés, ela desce e não pode ser destruída

- Caverna Fechada
  - Uma caverna trancada com pedras, precisa dar um arroto carregado para abrir caminho.

- Corda
  - Uma corda na qual você pode subir. Ela é escorregadia pois é cheia de meleca.

- Trampolim
  - Caia nele para pular alto. Aperte o botão do pulo e aumente a altura do pulo.

- Privada
  - Permite levar a uma fase bônus no esgoto. Existe uma para entrar e outra para sair.

## Ataques
- Salto
  - Você pode saltar em cima dos inimigos.

- Ranho
  - Ataque de médio alcance.

- Cuspe (Ranho aprimorado com Leite)
  - Ataque de longo alcance, causa mais dano que o Ranho.

- Arroto
  - Ataque de curto alcance. Pode ser carregado para causar maior dano e chegar ao longo alcance. Pode abrir passagem em cavernas.

- Pum
  - Como o Arroto, mas você deve estar abaixado e ataca o que está atrás dele.

- Arroto de Fogo (Arroto aprimorado com Pimenta)
  - Como o Arroto, mas causa mais dano.

- Pum de Fogo (Pum aprimorado com Pimenta)
  - Como o Pum, mas causa mais dano.

- Fly (Pum aprimorado com Pimenta)
  - Pule e aperte o botão de pum para transformar seu traseiro numa poderosa turbina.

## Inimigos
- Hick Boy (Flatulent Swamps)
  - É uma estranha mistura de caipira com lobisomem. Usa uma galinha como arma.
  - Seus ataques são:

a) Galinha Bumerangue: ele ataca com a galinha como se ela fosse um bumerangue.
b) Metralhadora de Ovos: ele aperta a galinha e ela dispara uma saraivada de três ovos.
c) Ataque Galinha: ele usa a galinha para dar tomar impulso e ir para o outro lado da tela.
- Revolta (The Pits)
  - É uma horrenda mulher que esconde seu rosto num véu.
  - Seus ataques são:

a) Salto com Vara: ela dá um salto com vara.
b) Beijo da Morte: ela cria uma cabeça dela voadora que tenta beijá-lo.
c) Arroto Tempestade: ela arrota uma nuvem que dá choque em quem estiver embaixo.
- Fly Boy (Boogerville)
  - É uma mosca humanóide e alada.
  - Seus ataques são:

a) Vômito Nojento: ele vomita três vezes uma gosma branca e pastosa.
b) Larva de Mosca: ele tira uma larva da roupa e a põe no chão. Ela vem em sua direção.
- Deodor Ant(Mucous Mountains e Nasal Caverns)
  - É um gorducho vestido de formiga.
  - Seus ataques são:

a) Terremoto: ele entra debaixo da terra e faz com que uma chuva de pedras caia em você.
b) Arma de Ar: ele saca duas pistolas e lança um ataque de ar contra você.
c) Raio da Antena: ele atira um raio com suas antenas.
d) Disco Triplo: ele atira três discos azuis contra você.
- Boogermeister (Pus Palace)
  - É o vilão final do jogo, um enorme e fedorento Goblin. Ele governa soberano sobre a dimensão Xcrement do seu palácio. Apesar de ser megalomaníaco, pois seu palácio é repleto de quadros com sua foto, ele luta alegremente, com um medonho sorriso no rosto. Ele capturou a fonte de energia da máquina que limparia o mundo da poluição. Como curiosidade sobre a situação política da dimensão Xcrement, ele foi, aparentemente eleito, como sugerem os pôsteres em Boogerville.
  - Seus ataques são:

a) Booger Pum: um poderoso e sonoro pum.
b) Booger Arroto: um fortíssimo arroto.
c) Meleca viva: ele tira do nariz uma ou duas melecas, que são monstrinhos muito chatos.